# Ernteeinsatz
Ernteeinsatz war, wie zuvor schon im Nationalsozialismus, die in der DDR verwendete Bezeichnung für die Hilfseinsätze von Soldaten, Schülern, Lehrlingen und Studenten (jedoch außerhalb des FDJ-Studentensommers) in der Landwirtschaft, vorwiegend bei der Ernte von z. B. Kartoffeln, Erdbeeren, Rüben und Äpfeln. Die Arbeit wurde nach Menge und Qualität des Erntegutes bezahlt. Nichtteilnahme war höchstens aus gesundheitlichen Gründen nach Vorlage eines Attestes möglich. Insbesondere die einwöchigen Ernteeinsätze von Studenten des ersten Studienjahres, die für die Dauer des Einsatzes in der Nähe des Erntegebiets untergebracht wurden, wurden von Hochschulen als kollektivbildende Maßnahme angesehen.
Auch heute wird der Einsatz von zumeist polnischen Arbeitern z. B. bei der Spargelernte teilweise als Ernteeinsatz bezeichnet. Üblich ist die Bezeichnung dieser Saisonarbeitskräfte als Erntehelfer. Seit 2006 wurde ein gesetzliches Minimum von 10 % Arbeitskräften aus Deutschland vorgeschrieben, dazu gibt es Förderung insbesondere der Bundesagentur für Arbeit für die Saisonarbeit durch Arbeitslose.